# Antonov An-24
Antonov An-24 (Tên hiệu NATO: "Coke") là một máy bay vận tải 44 chỗ ngồi sử dụng hai động cơ tuốc bin cánh quạt được sản xuất tại Liên bang Xô viết nay là Ukraina) bởi Phòng Thiết kế Antonov.

## Phát triển
Chiếc máy bay cất cánh lần đầu năm 1960. Hơn 1.000 chiếc đã được chế tạo và 880 chiếc vẫn đang hoạt động trên khắp thế giới, chủ yếu tại các nước thuộc Cộng đồng các quốc gia độc lập và Châu Phi. Tới tháng 8 năm 2006 tổng cộng 448 chiếc Antonov An-24 đang hoạt động hàng không.
Chiếc máy bay này được thiết kế để thay thế loại máy bay vận tải Il-14 đã quá cũ trên các đường bay ngắn và trung bình. Thiết kế máy bay chú trọng tới hoạt động trên các đường băng chất lượng kém và kể cả đường băng chưa được chuẩn bị tại các vùng hẻo lánh. Vị trí cánh trên cao giúp bảo vệ động cơ và cánh quạt khỏi các mảnh rác từ đường băng, và tỷ lệ công suất trên khối lượng của nó cao hơn đa số các máy bay cùng loại khác. Máy khoẻ và không cần các thiết bị bảo dưỡng phức tạp trên mặt đất. Chúng chủ yếu được chế tạo tại các nhà máy Irkutsk, Ulan Ude và Kiev
Công ty Sản xuất Máy bay Xian Trung Quốc đã chế tạo các phiên bản An-24 với tên gọi Yunshuji Y-7. Công việc sản xuất vẫn đang tiếp tục ở nước này trong khi tại Ukraine đã dừng từ năm 1978.

## Các biến thể và các giai đoạn thiết kế

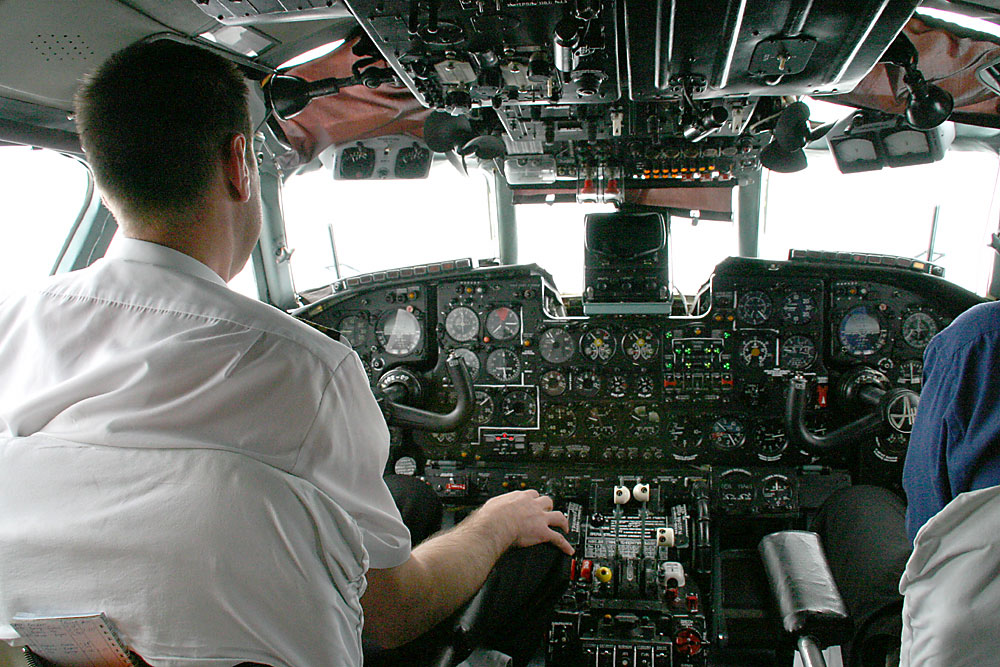
Buồng lái

- An-24:: Thiết kế ban đầu. Máy bay vận tải hai động cơ và 44 chỗ.
- An-24B: Phiên bản máy bay chở hàng.
- An-24T: Phiên bản máy bay chở hàng.
- An-24P:: Phiên bản trang bị vũ khí.
- An-24V: Phiên bản vận tải tầm gần 50 chỗ, hai động cơ phản lực cánh quạt 2.550-ehp (1902-ekW) Ivchenko AI-24A.
- An-24V Series II: Phiên bản vận chuyển hàng hóa, và hành khách 50 chỗ.
- An-24RT: Giống với AN-24T, mang thêm động cơ phản lực phụ.
- An-24RV: Phiên bản sử dụng động cơ tuốc bin phản lực. Giống với An-24V, nhưng lắp động cơ phản lực phụ 1.985-lb (900-kg).
- Xian Y-7: Phiên bản của Trung Quốc - xem thêm Xian MA60
- Y-7-100: Phiên bản cải tiến, buồng lái và cabin thiết kế lại, lắp thêm cánh nhỏ.
- Y-7-200: Trang bị hệ thống điện tử hàng không mới, cánh nhỏ bị bỏ đi.
- Y-7-200A: Lắp hai động cơ phản lực cánh quạt Pratt & Whitney PW127C.
- Y-7-200B: Chế tạo cho thị trường nội địa của Trung Quốc.

## Các quốc gia sử dụng

### Quân sự
- Afghanistan: Không quân Afghanistan nhận 6 chiếc năm 1975.
- Algérie: Không quân Algeria
- Angola: Lực lượng Phòng không Không quân Nhân dân Angola
- Azerbaijan: Không quân Azerbaijan
- Bangladesh: Không quân Bangladesh
- Belarus: Lực lượng vũ trang Belarus
- Bulgaria: Quân đội Bulgaria
- Campuchia: Quân đội Cambodia
- Trung Quốc: Không quân Quân đội Giải phóng Nhân dân; với tên gọi Y-7
- Cộng hoà Congo: Không quân Congo
- Cuba: Lực lượng Vũ trang Cách mạng Cuba
- Séc: Không quân Czech (trước 2005)
- Đông Đức: Luftstreitkräfte der NVA
- Ai Cập: Không quân Ai Cập
- Gruzia: Không quân Georgia
- Guinea: Quân đội Guinea
- Guiné-Bissau: Quân đội Guinea-Bissau
- Hungary: Quân đội Hungari
- Iran: Không quân Cộng hòa Hồi giáo Iran
- Iraq: Không quân Iraq
- Kazakhstan: Quân đội Kazakhstan
- Lào: Quân đội Lào
- Litva: Quân đội Litva
- Mali: Quân đội Mali
- Mông Cổ: Quân đội Mông Cổ
- CHDCND Triều Tiên: Không quân Nhân dân Triều Tiên
- Ba Lan: Không quân Ba Lan
- România: Không quân Rumani
- Nga: Không quân Nga
- Slovakia: Quân đội Slovakia
- Somalia: Quân đội Somalia
- Sudan: Không quân Sudan
- Syria: Không quân Syria
- Ukraina: Không quân Ukraine
- Uzbekistan: Quân đội Uzbekistan
- Việt Nam: Không quân Nhân dân Việt Nam
- Yemen: Quân đội Yemen

### Dân sự
Có nhiều hãng hàng không sử dụng loại máy bay này và khoảng 448 chiếc Antonov An-24 vẫn đang hoạt động hàng không tại thời điểm tháng 8 năm 2006 gồm: China Southern Airlines (11), Air Urga (10), ARP 410 Airlines (10), Scat Air (20), Turkmenistan Airlines (22), Ukraine National Airlines (12), Novosibirsk Air (9), Belavia (9), UTair (17), Uzbekistan Airways (11), Yakutia Airlines (17) và Cubana de Aviación (14). 112 hãng khác cũng đang sử dụng với số lượng nhỏ hơn.
Các hãng sử dụng dân sự gồm:
Aeroflot, Aerosvit, Air Astana, Air Guinee, Air Mali, Ariana Afghan Airlines, Balkan Bulgarian, CAAC, Cubana, Egyptair, Interflug, Iraqi Airways, Lebanese Air Transport, Lina Congo, LOT Polish Airlines, Misrair (Ai Cập), Mosphil Aero (Philippine), Pan African Air Service, Kyrgyzstan, President Airlines, PMTair, Royal Khmer Airlines, Tarom, Uzbekistan Airways, Lionair

## Tai nạn

### Tới năm2004
- Các vụ tai nạn làm thiệt mạng toàn bộ người trên khoang: 109 với tổng cộng 1673 người chết
- Các vụ khác: 11 với 59 thương vong
- Không tặc: 33 với 4 thương vong

### Tai nạn gần đây
- Ngày 19 tháng 1 năm 2006, một chiếc An-24 vận tải quân sự của Slovakia với 43 người trên khoang (trong số đó có 28 binh sĩ) đã lao xuống đất tại Hungary, chỉ cách biên giới Slovakia 3 km. Chỉ một người sống sót, và 42 người đã được thông báo tử nạn. Chiếc máy bay chở lực lượng KFOR của Slovakia đã hoàn thành hoạt động tại Kosovo trong nửa năm.[2]

(Xem thêm: PMTair Flight U4 241)
- Ngày 25 tháng 6 năm 2007, một chiếc An-24 của Campuchia chuyến bay thương mại PMTair với 16 hành khách và 6 thành viên phi hành đoàn đã đâm vào một dãy núi cách 130 km phía nam thủ đô Phnom Penh. Chiếc máy bay đang trên đường từ Siem Reap, gần khu vực Angkor Wat, tới thị trấn Sihanoukville ven biển. Hậu quả là tất cả hành khách trên máy bay thiệt mạng.[3][4]

## Thông số kỹ thuật (An-24)

Antonov An-24

### Đặc điểm riêng
- Phi đoàn: 3-4: 2 phi công, 1 kỹ sư máy, (tuỳ chọn) 1 sĩ quan radio
- Sức chứa: 52 hành khách
- Trọng tải: 5.500 kg (12.000 lb)
- Chiều dài: 23.53 m (77 ft 3 in)
- Sải cánh: 29.20 m (95 ft 10 in)
- Chiều cao: 8.32 m (27 ft 4 in)
- Diện tích cánh: 75.0 m² (807 ft²)
- Trọng lượng rỗng: 13.300 kg (29.300 lb)
- Trọng lượng cất cánh: n/a
- Trọng lượng cất cánh tối đa: 21.000 kg (46.000 lb)
- Động cơ: 2× động cơ phản lực cánh quạt Ivchenko AI-24A, 2.820 ehp (2.100 kW) mỗi chiếc

### Hiệu suất bay
- Vận tốc cực đại: 500 km/h (270 knots, 310 mph)
- Vận tốc hành trình: 450 km/h (240 knots, 280 mph)
- Tầm bay:
  - Tối đa trọng tải: 550 km (300 nm, 340 mi)
  - Tối đa nhiên liệu: 2.400 km (1.300 nm, 1.500 mi)
- Trần bay: 4.000 đến 6.000 m (13.000 to 19.700 ft)
- Vận tốc lên cao: n/a
- Lực nâng của cánh: n/a
- Lực đẩy/trọng lượng: n/a

## Nội dung liên quan

### Máy bay có cùng sự phát triển
- Antonov An-26
- Antonov An-30
- Xian Y-7
- Xian MA60

### Máy bay có tính năng tương tự
- Alenia G.222

### Trình tự thiết kế
An-13 - 
An-14 - 
An-22 - 
An-24 - 
An-26 - 
An-28 - 
An-30

### Danh sách
- Danh sách máy bay chở khách
- Danh sách máy bay dân sự Liên bang Xô viết và CIS